# Força Estratègica de Coets de Corea
La Força Estratègica de Coets de Corea (en coreà: 미사일지도국) és la unitat militar que controla els míssils balístics de Corea del Nord. La FECC és una part important de l'Exèrcit Popular de Corea (EPC) jà que té el control dels míssils balístics intercontinentals (ICBM) nuclears i convencionals nord-coreans. Està equipada principalment amb míssils de disseny soviètic i xinès, així com míssils de llarg abast desenvolupats localment.

## Història
Poc després que el 5 d'octubre de 1966 el llavors Primer ministre Kim Il-sung donés instruccions per desenvolupar en conjunt l'exèrcit i l'economia, el Ministeri d'Indústria Pesada, sota el secretari del Partit del Treball de Corea (PTC) a càrrec de la Indústria militar. Es va decidir gestionar l'adquisició i producció d'armes. Algunes fonts afirmen que Corea del Nord havia començat la producció de llançacoets múltiples a principis de la dècada de 1960, però l'any 1965 el líder suprem Kim Il-sung probablement ja havia pres la decisió política d'establir una capacitat de producció de míssils propis després que els soviètics van rebutjar la seva sol·licitud de fabricar míssils balístics. No obstant això, durant la dècada de 1960 la Unió Soviètica va començar a proporcionar coets terra a terra (FROG-7), míssils terra-aire (SAM-7) i míssils antivaixell per a la defensa costanera, que van exposar els enginyers nord-coreans a les tecnologies bàsiques per a la propulsió i l'orientació de coets i sistemes de míssils relacionats. I l'any 1965, Corea del Nord va crear l'Acadèmia Militar de Hamhŭng, que va començar a capacitar al personal militar en el desenvolupament de coets i de míssils. L'any 1970 Corea del Nord havia rebut míssils míssils terra-aire de la Xina, però Pionyang també va sol·licitar assistència per establir el seu propi programa de desenvolupament de míssils.
El setembre del 1971 Corea del Nord va signar un acord amb Xina per adquirir, desenvolupar i produir míssils balístics, però la cooperació bilateral significativa no va començar fins al voltant de 1977, quan els enginyers de Corea del Nord van participar en un programa de desenvolupament conjunt pel DF-61 que suposava ser un míssil balístic de combustible líquid amb un rang d'aproximadament 600 quilòmetres i una ogiva d'1,000 quilograms. El programa va ser cancel·lat en 1978 a causa de raons de política interna de la Xina.
Per a aquesta època, Pionyang també estava buscant tecnologia i míssils soviètics. La República Popular Democràtica de Corea (RPDC) va adquirir míssils balístics Scud-B de fabricació soviètica, però el moment de l'adquisició no és clar. Un desertor de Corea del Nord ha afirmat que la Unió Soviètica va proporcionar prop de 20 Scud-B en 1972, però aquesta afirmació no ha estat comprovada i, probablement, no és creïble.
Per 1984, la RPDC havia produït i provat el Hwasong-5, que pel que sembla té un abast de 320 quilòmetres en comparació dels 300 km del Scud-B; l'extra de 20 km s'atribueix a millores en el sistema de propulsió del míssil i no a una reducció en la massa de l'ogiva. Quan Corea del Nord estava començant a fabricar el Hwasong-5, Iran es va apropar a Pionyang en 1985 per comprar el míssil per al seu ús en la "guerra de les ciutats" contra l'Iraq en la Guerra Iran-l'Iraq. Corea del Nord va començar a construir les bases de míssils pel Hwasong-5 entorn de 1985-1986, just abans que el míssil entrés en producció en sèrie entorn del desenvolupament de míssils balístics en 1987. Després que Corea del Nord accelerés la producció en massa del Hwasong-5, va començar a desenvolupar el Hwasong-6 (火星-6 o Scud-C), el Rodong (comunament conegut com a Nodong-1), el Paektusan-1 (白頭山-1; comunament conegut com el Taepodong-1), el Paektusan-2 (白頭山-2; comunament conegut com el Taepodong-2) i el Musudan.
Malgrat les dificultats de desenvolupament de míssils i el fet que altres països havien intentat i fracassat a desenvolupar míssils de mitjà i d'abast intermedi, Corea del Nord va començar a produir prototips Rodong en l'època que començava la producció en massa del Hwasong-6 (Scud- C). Els primers desplegaments de Rodong van ser al febrer de 1995, a pesar que el sistema només tenia dues proves de vol i un fracàs catastròfic i un vol reeixit en un rang reduït. En 1999 les unitats de diferents míssils, que estaven subordinades al Comandament d'Artilleria de les Forces Terrestres de l'Exèrcit Popular de Corea, van ser reorganitzades en una sola força de míssils el Buró d'Orientació de Míssils. Seria només en 2012, quan Kim Jong-un, net de Kim Il-sung i fill i successor del fill d'aquest, Kim Jong-il, es va referir a aquest com les Tropes Estratègiques de Coets durant el seu discurs commemoratiu en honor de l'any del centenari del naixement de Kim Il-sung.

## Organització
Les Tropes Estratègiques de Coets és una branca de l'Exèrcit Popular de Corea i està directament subordinada al Comandant suprem del EPC, que dirigeix Kim Jong-un des de la mort del seu pare Kim Jong-il en 2011.

### Instal·lacions

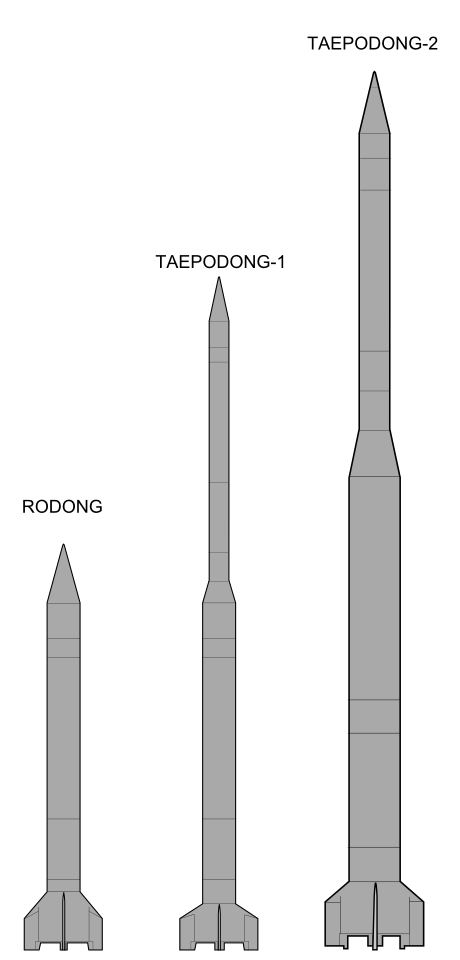
Míssils Rodong i Taepodong 1 i 2.

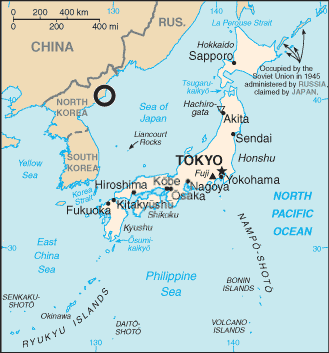
Ubicació del lloc de llançaments de Musudan-ri.

- Musudan-ri és una base de llançament de coets a Corea del Nord a 40°51′N, 129°40′I. Es troba en el sud de la província de Hamgyong del Nord, prop de la part nord de la badia Oriental de Corea. L'àrea era coneguda anteriorment com a Taep'o-dong (대포동), de la qual els coets Taepodong van prendre el seu nom.
- Kittaeryŏng se situa a la província de Kangwon-do, a la frontera amb Corea del Sud. S'utilitza per als llançaments dels míssils de curt i abast mitjà i té una plataforma per a llançadors mòbils.
- Kalgol-dong es localitza a la província de Chagang i té míssils Hwasong-5/6, que apunten a Corea del Sud.
- Kusŏng es localitza a la província de P'yongan i té míssils Rodong dirigits contra les Forces dels Estats Units al Japó.
- Okp’iŏng-dong se situa a la província de Kangwon i té míssils Hwasong i Rodong.
- Pongdong-ri és un nou lloc de llançament de míssils en construcció, situat en la costa oest de Corea del Nord, a uns 50 km al sud de la frontera amb Xina. Al setembre de 2008 estava en un 80% complet, més avançat i modern que el major lloc de Musudan-ri.[4] A pesar que no s'ha completat, pot ser actualment utilitzat per llançar míssils.

Hi ha altres nombrosos llocs més petits, repartits per tot el país, que serveixen per a les plataformes de llançadors mòbils. Alguns llocs més grans es troben en construcció.

### Capacitat de llançament
- Indrets de llançament:

Fonts del govern de Corea del Sud informen que hi ha un complex de míssils en diversos indrets i que està situat en el sud de la Muntanya Paektu, la muntanya sagrada de la revolució on suposadament va néixer Kim Jong-il en 1942, prop de la frontera amb Xina. Segons informes, aquests indrets estan dissenyats per emmagatzemar míssils de mitjà i llarg abast, però no és clar si tots ells estan en funcionament.
- Plataformes de llançament:

Calen plataformes de llançament pel més sofisticat Taepodong-1/2, ja que el seu propulsor líquid és difícil d'emmagatzemar i el míssil ha de ser alimentat immediatament abans del seu llançament. Aquest mètode d'engegada suposa un gran risc, ja que el lloc en si és extremadament vulnerable als atacs aeris. Les plataformes de llançament es poden utilitzar per provar diferents tipus de míssils balístics de curt abast (SRBM per les seves sigles en anglès), míssils balístics d'abast intermedi (IRBM) i míssils balístics intercontinentals (ICBM), i llançar satèl·lits espacials, però són de poc valor si qualsevol d'aquests míssils és per ser desplegat com una arma estratègica.
- Vehicles mòbils de llançament:

Corea del Nord utilitza àmpliament llançadors mòbils dels seus míssils, incloent el Rodong-1 i el BM25. Aquests són difícils de detectar.
- Submarins/bucs de llançament:

No se sap si l'Armada Popular de Corea té submarins de míssils balístics en el seu inventari.

## Míssils actius
Les llistes detallades de les existències d'equip de l'Exèrcit Popular de Corea són més aviat escasses en la literatura no classificada. Corea del Nord opera els FROG-7, Hwasong-5 (NK construït com Scud-B), Hwasong-6 (NK construït com Scud-C), Rodong-1, Scud-ER. El National Air and Space Intelligence Center va informar en 2009 que les TEC tenien menys de 100 llançadors per SRBM Totxka i Hwasong-6.5 i menys de 50 llançadors pel Rodong-1. Les estimacions especulatives es donen en la següent taula:
| Missile    | Type              | Origin         | Range    | Inventory   |
| ---------- | ----------------- | -------------- | -------- | ----------- |
| FROG-7     | Coet d'artilleria | Unió Soviètica | 70 km    | 24 coets    |
| KN-2 Toksa | SRBM              | Corea del Nord | 220 km   | 30 míssils  |
| Hwasong-5  | SRBM              | Corea del Nord | 330 km   | 180 míssils |
| Hwasong-6  | SRBM              | Corea del Nord | 500 km   | 600 míssils |
| Rodong-1   | MRBM              | Corea del Nord | 1,300 km | 200 míssils |

Abast màxim estimat d'alguns tipus de míssils nord-coreans en 2013. No se sap si els míssils amb un abast major que el del Rodong són desplegats operacionalment.

Addicionalment, hi ha dues variants de reforç espacial:
- Paektusan - un míssil Taepodong-1 amb una tercera etapa i satèl·lit afegit. Llançat en 1998 amb un petit satèl·lit a bord (veure Kwangmyŏngsŏng-1). El satèl·lit no va poder aconseguir l'òrbita a causa d'un mal funcionament en la tercera etapa addicional.[2]
- Unha - un vehicle de llançament de satèl·lits parcialment basat en el Taepodong-2 amb una tercera etapa de combustible sòlid. El satèl·lit va fracassar una vegada més per aconseguir l'òrbita després d'un llançament en 2009 (veure Kwangmyŏngsŏng-2), i dos intents més es van fer en 2012. La primera, a l'abril, va acabar quan el coet va explotar en el primer minut de vol. La segona, al desembre, quan finalment el coet va aconseguir que el satèl·lit entrés a la seva òrbita; veure Kwangmyŏngsŏng-3 i Unitat 2 Kwangmyŏngsŏng-3.[2]

Corea del Nord va provar un míssil de curt abast des de la seva costa oriental cap al Japó l'1 de maig de 2005. El míssil, disparat en el Mar del Japó (Mar Oriental de Corea), sembla tenir un rang d'entre 100 a 120 quilòmetres. És anomenat pel Nord el KN-02 Toksa ("Viper"), una versió millorada del rus SS-21, amb un abast major. La nomenclatura KN-02 es va donar a conèixer per Kim Sung-il, Kim Seong-il, cap d'informació a l'Estat Major Conjunt de Seül, en una sessió parlamentària a portes tancades. La RPDC va provar el mateix tipus de míssil a l'abril de 2004, però la prova va fallar. Una altra prova múltiple ha tingut lloc en 2006, i va ser un èxit. D'acord amb la majoria dels informes, el míssil va ser desplegat en 2007, i va ser vist en les desfilades militars. En 2014 una versió millorada es va posar a prova en un rang de 220 quilòmetres.

### Ogives
Els míssils de Corea del Nord poden tenir diversos tipus d'ogives, incloent armes de destrucció massiva. És possible que fins a tres míssils Rodong-1 estan equipats amb ogives nuclears. De manera similar a la doctrina nuclear inicial de la Xina, les armes nuclears s'emmagatzemen per separat i només serien muntades en míssils després per ordre del comandant suprem (Kim Jong-un). Malgrat les afirmacions de nombrosos mitjans de comunicació que Corea del Nord encara no ha creat ogives nuclears prou petites per estar en un míssil, van sorgir informes a l'abril de 2009, que Corea del Nord va fer ogives nuclears petites, capaces de ser muntades en els seus míssils. El sistema de subministrament d'armes nuclears més adequat és el Rodong-1, que ha estat provat amb èxit moltes vegades.
A més, la RPDC posseeix un gran arsenal d'armes químiques, inclosos agents de gran abast tals com tabun, sarín, somán, VX i uns altres. Poc se sap sobre els arsenals d'armes biològiques. Probablement es limiten, ja que els nord-coreans els consideren molt més perillós de manejar i, per tant, representa una amenaça per als seus propis soldats, a part de ser perillós per a l'enemic.
Corea del Nord encara ha de demostrar la capacitat de produir un vehicle de reentrada, sense que no pugui disparar una arma d'un ICBM.

## Dubtes sobre els míssils
Les Nacions Unides i experts independents diuen que els míssils nord-coreans no funcionen més enllà de la gamma intermèdia, i que els míssils de llarg abast que es mostren en les desfilades són maquetes. Existeixen dubtes sobre l'autenticitat dels míssils KN-08 que apareixen en els camions de transport de 16 rodes durant una desfilada militar de 2012, i míssils Musudan mostrats en el 2010 van ser probablement maquetes.
Els experts que van estudiar les fotografies dels KN-08 han assenyalat diversos problemes. Per exemple:
- Algunes parts de la mira de míssils són de combustible líquid, mentre que altres parts pertanyen als coets de combustible sòlid.
- No hi ha línies de separació reals entre l'ogiva i l'última etapa del coet.
- Hi ha cargols solts visibles.
- El míssil no està alineat directament en el vehicle.
- La superfície del míssil per sobre del cap de combat s'assembla a una fulla prima de teixit sobre un marc. Un míssil real fabricat seria completament diferent.
- Cap dels sis ICBM mostren marques idèntiques.
- Les línies blanques que representen les línies de separació entre les diferents etapes dels míssils són notablement diferents en ubicacions en alguns míssils. Això va exposar el fet que no hi ha cap línia de separació real.

## Exportacions
Diversos països, incloent Pakistan, Líbia i Vietnam han comprat míssils balístics de Corea del Nord o han rebut ajuda d'aquest país per crear la producció de míssils locals.